# Cerro Mirador, Veracruz
Cerro Mirador är en ort i Mexiko.   Den ligger i kommunen Tantoyuca och delstaten Veracruz, i den sydöstra delen av landet, 220 km norr om huvudstaden Mexico City. Cerro Mirador ligger 156 meter över havet och antalet invånare är 389.
Terrängen runt Cerro Mirador är huvudsakligen platt. Cerro Mirador ligger uppe på en höjd. Runt Cerro Mirador är det ganska tätbefolkat, med 83 invånare per kvadratkilometer. Närmaste större samhälle är Tantoyuca, 12,5 km norr om Cerro Mirador. Trakten runt Cerro Mirador består till största delen av jordbruksmark.